# Social Psychological and Personality Science
Social Psychological and Personality Science è una rivista accademica di psicologia, sottoposta a revisione paritaria, inerente alla psicologia sociale e personale. Gli articoli sono  pubblicati dall'editore SAGE Publications, con una frequenza di 8 numeri all'anno.
Il periodico è proprietà di 4 associazioni: Association for Research in Personality, European Association of Social Psychology, Society of Experimental Social Psychology e la Society for Personality and Social Psychology.
Gli abstract degli articoli sono indicizzati da PsycINFO e da Scopus.
Al 2019, il caporedattore è Margo Montieth docente della Purdue University.